# Mildred Adams Fenton

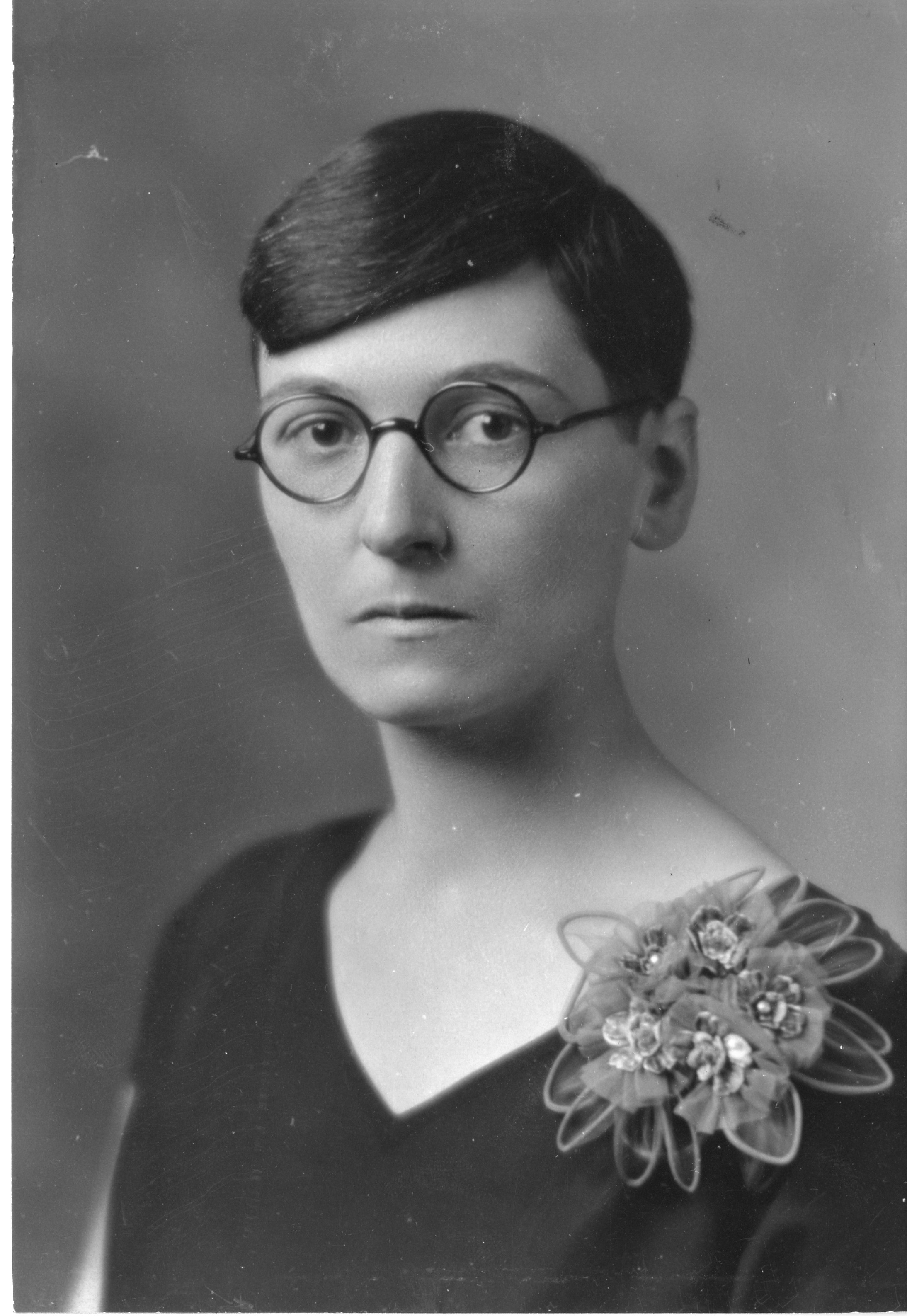
Mildred Adams Fenton

Mildred Adams Fenton, geb. Adams, (* 14. November 1899 in Cedar County, Iowa, USA; † 7. Dezember 1995 in Iowa City, USA) war eine US-amerikanische Paläontologin, Geologin und Autorin.

## Leben und Werk
Fenton war die Tochter von Ollie M. Adams und Mary Ann Adams. Nach dem Abschluss an der West Liberty High School studierte sie Geologie und Paläontologie an der University of Chicago und an der University of Iowa. An der University of Chicago erhielt sie ihren Abschluss als Bachelor of Science. Während ihres Grundstudiums lernte sie ihren Ehemann Carroll Lane Fenton kennen und heiratete ihn 1921.
Zusammen mit ihrem Ehemann unternahm sie Exkursionen, auf denen sie Tiere sowie Gesteine und Fossilien untersuchten. Als er Bücher für Kinder und Erwachsene zu schreiben begann, war sie wissenschaftliche Mitarbeiterin, Schreibkraft und Fotografin. Zusammen mit ihm schrieb sie fünfzig Bücher zu allgemeinen wissenschaftlichen Themen und ihre Fotografien wurden oft als Illustrationen verwendet.
Sie war Mitglied der Daughters of the American Revolution, der Daughters of American Colonists, der Daughters of Colonial Indian Wars und der Daughters of Founders and Patriots of America, deren Präsidentin sie in Iowa war. Zusammen mit ihrem Ehemann richtete sie einen Stipendienfonds für Hopi-Studenten an der Northern Arizona University ein.
In ihren späteren Jahren reiste sie viel, unternahm mehrere Reisen nach Australien, besuchte Russland und reiste mit 94 Jahren auf dem Jangtsekiang in China.
Sie starb 1995 im Alter von 96 Jahren in Iowa City.
Um sie als Autorin anzugeben, wenn ein botanischer Name zitiert wird, wird die Standard-Autorenabkürzung M.A.Fenton verwendet.

## Veröffentlichungen (Auswahl)
- mit Carroll Lane Fenton: The Fossil Book. 1958.
- mit Carroll Lane Fenton: Records of Evolution. Haldeman-Julius Publications, 1924.
- mit Carroll Lane Fenton: The Rock Book. Doubleday Books, 1940, ISBN 978-0385068406.
- mit Carroll Lane Fenton: Riches from the Earth. J. Day Company, 1953.
- mit Thomas H. V. Rich, Carroll Lane Fenton, Pat Vicker Rich: The fossil book: a record of prehistoric life. Dover Publications, New York 1996, ISBN 0-486-29371-8.
- Notes on Several forms of Lichenocrinus from Black River Formations. The American Midland Naturalist. 11 (9), 1929, S. 494–499. doi:10.2307/2419918. ISSN 0003-0031.
- mit Carroll Lane Fenton: Some Snail Borings of Paleozoic Age. The American Midland Naturalist. 12 (12), 1931, S. 522–528. doi:10.2307/2420203.
- mit Carroll Lane Fenton: Boring Sponges in the Devonian of Iowa. The American Midland Naturalist. 13 (2), 1932, S. 42–54. doi:10.2307/2419951.
- mit Carroll Lane Fenton: Orientation and Injury in the Genus Atrypa. The American Midland Naturalist. 13 (2), 1932, S. 63–74. doi:10.2307/2419953.
- mit Carroll Lane Fenton:"Algal Reefs or Bioherms in the Belt Series of Montana". Geological Society of America Bulletin. 44 (6), 1933, S.  1135–1142. doi:10.1130/gsab-44-1135.
- mit Carroll Lane Fenton: Atrypae described by Clement L. Webster and related forms (Devonian, Iowa). Journal of Paleontology 9 (5), 1935, S. 369–384.
- mit Carroll Lane Fenton: Burrows and Trails from Pennsylvanian Rocks of Texas. The American Midland Naturalist. 18 (6), 1937, S. 1079–1084. doi:10.2307/2420606. ISSN 0003-0031.
- mit Carroll Lane Fenton: Belt Series of the North: Stratigraphy, Sedimentation, Paleontology. Geological Society of America Bulletin. 48 (12), 1937, S. 1873–1970. doi:10.1130/gsab-48-1873.
- mit Carroll Lane Fenton: Archaeonassa: Cambrian Snail Trails and Burrows. The American Midland Naturalist. 18 (3), 1937, S.: 454–456. doi:10.2307/2420587.
- mit Carroll Lane Fenton: Pre-Cambrian and Paleozoic Algae. Geological Society of America Bulletin. 50 (1), 1939, S. 89–126 .doi:10.1130/gsab-50-89.
- mit Carroll Lane Fenton: Mountains. Books for Libraries Pres, 1969, ISBN 978-0-8369-1129-9.